# نوئه‌وو میراندیلا
ورزشگاه نوئه‌وو میراندیلا (به اسپانیایی: Estadio Nuevo Mirandilla) با ظرفیت ۲۲,۷۲۴ نفر یکی از ورزشگاه‌های فوتبال کشور اسپانیا است که در شهر کادیس ایالت اندلس واقع شده‌است. این ورزشگاه در سال ۱۹۵۵ بازگشایی شد و در حال حاضر بازی‌های خانگی باشگاه فوتبال کادیس در آن برگزار می‌گردد. این ورزشگاه بیست و چهارمین ورزشگاه بزرگ اسپانیا و پنجمین ورزشگاه بزرگ در ایالت اندلس است.